# Haderslebener Kreisbahn
De Haderslebener Kreisbahn, (Deens: Haderslev Amts Jernbaner) was een smalspoormaatschappij van het schiereiland Jutland in het noordelijke deel van de voormalige provincie Sleeswijk met een spoorbreedte van een meter met in 1914 een totale lengte van ruim 209 kilometer.

## Geschiedenis
Het net van de Haderslebener Kreisbahn werd tussen 1899 en 1911 in etappes geopend. Vanaf 1932 was de concurrentie van het wegverkeer zo sterk dat als laatste in 1939 het traject Hadersleben - Toftlund gesloten werd.

### Openingen
- Op 4 maart 1899 werd het traject Hadersleben - Christiansfeld geopend.
- Het traject Hadersleben - Rödding werd in twee delen geopend:
  - Op 4 augustus 1899 het traject Hadersleben - Woyens.
  - Op 5 maart 1899 het traject Woyens - Rödding.
- Op 28 mei 1903 werd het traject Hadersleben - Aarösund geopend.
- Het traject Ustrup - Scherrebek werd in delen geopend:
  - Op 2 april 1904 het traject Ustrup - Toftlund.
  - Op 15 september 1910 het traject Toftlund - Arnum.
  - Op 1 april 1911 het traject Arnum - Scherrebek.
- Op 1 juli 1905 werd het traject Hadersleben - Schottburg geopend.
- Op 13 september 1910 werd het traject Gramm - Arnum geopend.

### Sluitingen
- Op 25 juni 1932 werd het traject Hadersleben - Christiansfeld gesloten.
- Op 1 februari 1933 werd het traject Hadersleben - Schottburg gesloten.
- Op 21 mei 1937 werd het traject Gramm - Arnum gesloten.
- Op 15 februari 1938 werd het traject Hadersleben - Aarösund gesloten.
- Het traject Hadersleben - Rödding werd in delen gesloten:
  - Op 23 juni 1939 het traject Hadersleben - Ustrup.
  - Op 30 november 1938 het traject Ustrup - Rödding.
- Het traject Ustrup - Scherrebek werd in delen gesloten:
  - Op 24 juni 1939 het traject Ustrup - Toftlund.
  - Op 21 mei 1937 het traject Toftlund - Scherrebek.

In Haderslev, Ober Jerstal, Skærbæk en Vojens bestond de mogelijkheid om over te stappen op de reguliere spoorwegen. Na sluiting van het metersporige net is tussen Haderslev Statsbanegård en Haderslev Amtsbanegård de lijn omgespoord tot normaalspoor om een aansluiting met de haven te realiseren.

## Na toetreding Denemarken
Nadat het noordelijke deel van de voormalige provincie Sleeswijk in 1920 Deens gebied werd nam de DSB de bedrijfsvoering van de Haderslebener Kreisbahn als rechtsopvolger over.